# Merci Mireille
Albums de Mireille Mathieu
Mireille Mireille
(1969) Bonjour Mireille
(1972)
Singles
1. An einem Sonntag in Avignon
Sortie : 1970
2. Es geht mir gut, Chéri
Sortie : 1970

Merci Mireille est le second album sorti en Allemagne en 1971 de la chanteuse française Mireille Mathieu sous le label Ariola contenant 6 chansons en allemand, 2 chansons en anglais et 4 chansons en français.

## Chansons de l'album
| No  | Titre                            | Auteur                         | Durée |
| --- | -------------------------------- | ------------------------------ | ----- |
| 1.  | Es geht mir gut, Chéri           | Christian Bruhn, Georg Buschor |       |
| 2.  | Pardonne-moi ce caprice d'enfant | Patricia Carli                 |       |
| 3.  | Can a butterfly cry              | Coulter, Martin                |       |
| 4.  | Au revoir mon amour              | Christian Bruhn, Georg Buschor |       |
| 5.  | Avec du soleil et de l'eau       | Popp, Salvet                   |       |
| 6.  | Montmartre, Montmartre           | Blum, Weyrich                  |       |
| 7.  | An einem Sonntag in Avignon      | Christian Bruhn, Georg Buschor |       |
| 8.  | Pourquoi le monde est sans amour | Schmitt, Patricia Carli        |       |
| 9.  | Die Kinder von Montparnasse      | Christian Bruhn, Georg Buschor |       |
| 10. | Le petit prince aux pieds nus    | Horner, Pascal                 |       |
| 11. | Dear Madame                      | Reed, Stephens                 |       |
| 12. | Meine Welt ist die Musik         | Christian Bruhn, Georg Buschor |       |

## Classements
| Pays      | Meilleure position | Certification | Ventes |
| --------- | ------------------ | ------------- | ------ |
| Allemagne | 7                  |               |        |